# Славчо Атанасов Милошев
 Тази статия е за книгоиздателя Славчо Атанасов.  За българския политик вижте Славчо Атанасов.  
Славчо Атанасов (роден Славчо Атанасов Милошев) е български книгоиздател, преводач, строител и етнограф. Той е сред първенците в книгоиздателската дейност в България в края на първата половина на ХХ век. През септември 1936 г. той основава Библиотека „Златни зърна“. Като неин редактор-стопанин той в продължение на 12 години издава близо 200 тома, предимно преводна литература от английски, френски, немски, руски и др. езици в над 1 000 000 тираж. След прекъсване от близо половин век през 1994 г. Библиотеката е възстановена и за 4 години излизат 14 заглавия в общ тираж близо 100 000 екз.

## Биография

### Произход и образование
Славчо е роден на 31 октомври 1906 г. в с. Насалевци, Трънска околия. През 1933 г. завършва Духовната семинария, а през 1937 г. право в Софийския университет „Св. Кл. Охридски“.

### Преди 1944 г.
По време на ученичеството и следването си Атанасов работи като зидар, мазач, орач, кафеджия и събира абонаменти и записва нови абонати към сп. „Икономия и домакинство“.
През септември 1936 г. полага основите на Библиотека „Златни зърна“ за преводна художествена литература. През 1939 г. на собствени разноски заминава за Париж, Франция, където специализира в известните издателства „Ларус“ и „Секана“ и трупа опит в издателската, печатарската и книговезката дейности. Членува в Съюза на периодичния печат и в управителния му съвет. Между 1936 и 1948 г. от „Златни зърна“ излизат бестселъри, наградени книги и автори в превод от английски, френски, немски, руски, полски, чешки, шведски, унгарски и др. езици. Годишно се издават по 10 или 12 тома и 2 премии за редовни абонати. След успешното начало на „Златни зърна“ Славчо Атанасов добавя поредицата „Младото момиче“, а по-късно „Бележити личности“ и „Исторически етюди“. За първи път въвежда в България практиката на подвързване на книгите с твърди корици и с красиво оформени обложки.

### След 1944 г.
По Закона за ликвидация на частните издателства Библиотеката е ликвидирана (1948), печатарският инвентар – национализиран, а отпечатаните непродадени книги – иззети. През 1949 г. Славчо Атанасов е изселен от София заедно със семейството му.
От средата на 50-те години се заселва в Кюстендил, където започва работа в ТКЗС. След връщане на софийското му жителство той започва работа в Софстрой, а по-късно към Св. Синод, като изгражда Синодалната утварница и започва редовно производство на свещи, камбани и др. църковни утвари.
След пенсионирането си през 1971 г. се занимава главно с обществено-полезни дейности: строеж на селкооп с механа в с. Насалевци, реставрира 3 църкви в Знеполско, еколог към Комитета за опазване на околната среда и др. Проучва историята, бита, обичаите, културата и езика на родния си край, който труд се увенчава със селищната монография „Насалевци – история, етнография, говор“, (С: 1987, Издателство на Отечествения фронт), с диалектоложки речник.
През 1994 г. влиза в договорни отношения с Издателство „Хемус“, което възстановява Библиотека „Златни зърна“ с патент Рег. № 23087.
Умира на 8 октомври 1995 г.